# Herman Bouwens
Herman Bouwens (Velden, 29 oktober 1868 – Rijswijk, 22 juli 1955) was een Nederlands schutter en olympisch deelnemer. Hij is de broer van Antoine Bouwens.

## Olympische Spelen
Bouwens debuteerde op de Olympische Zomerspelen 1920 in Antwerpen. Hij nam aan 8 onderdelen deel in de schietsport.
| Geweer          | Afstand          | Positie       | Ind./team   | Resultaat |
| --------------- | ---------------- | ------------- | ----------- | --------- |
| Militair geweer | 300 meter        | Liggend       | Team        | 12e       |
| Militair geweer | 300 meter        | Staand        | Team        | 10e       |
| Militair geweer | 300 en 600 meter | Liggend       | Team        | 13e       |
| Militair geweer | 600 meter        | Liggend       | Team        | 9e        |
| Vrij geweer     | 300 meter        | Drie posities | Individueel | 37e       |
| Vrij geweer     | 300 meter        | Drie posities | Team        | 8e        |
| Vrij pistool    | 50 meter         |               | Team        | 10e       |
| Vrij pistool    | 50 meter         |               | Individueel | 17e       |